# Maubert-Fontaine
Maubert-Fontaine is een gemeente in het Franse departement Ardennes (regio Grand Est). De plaats maakt deel uit van het arrondissement Charleville-Mézières. Maubert-Fontaine telde op 1 januari 2022 1.025 inwoners.

## Geografie
De oppervlakte van Maubert-Fontaine bedroeg op 1 januari 2022 10,33 vierkante kilometer; de bevolkingsdichtheid was toen 99,2 inwoners per km².
De onderstaande kaart toont de ligging van Maubert-Fontaine met de belangrijkste infrastructuur en aangrenzende gemeenten.

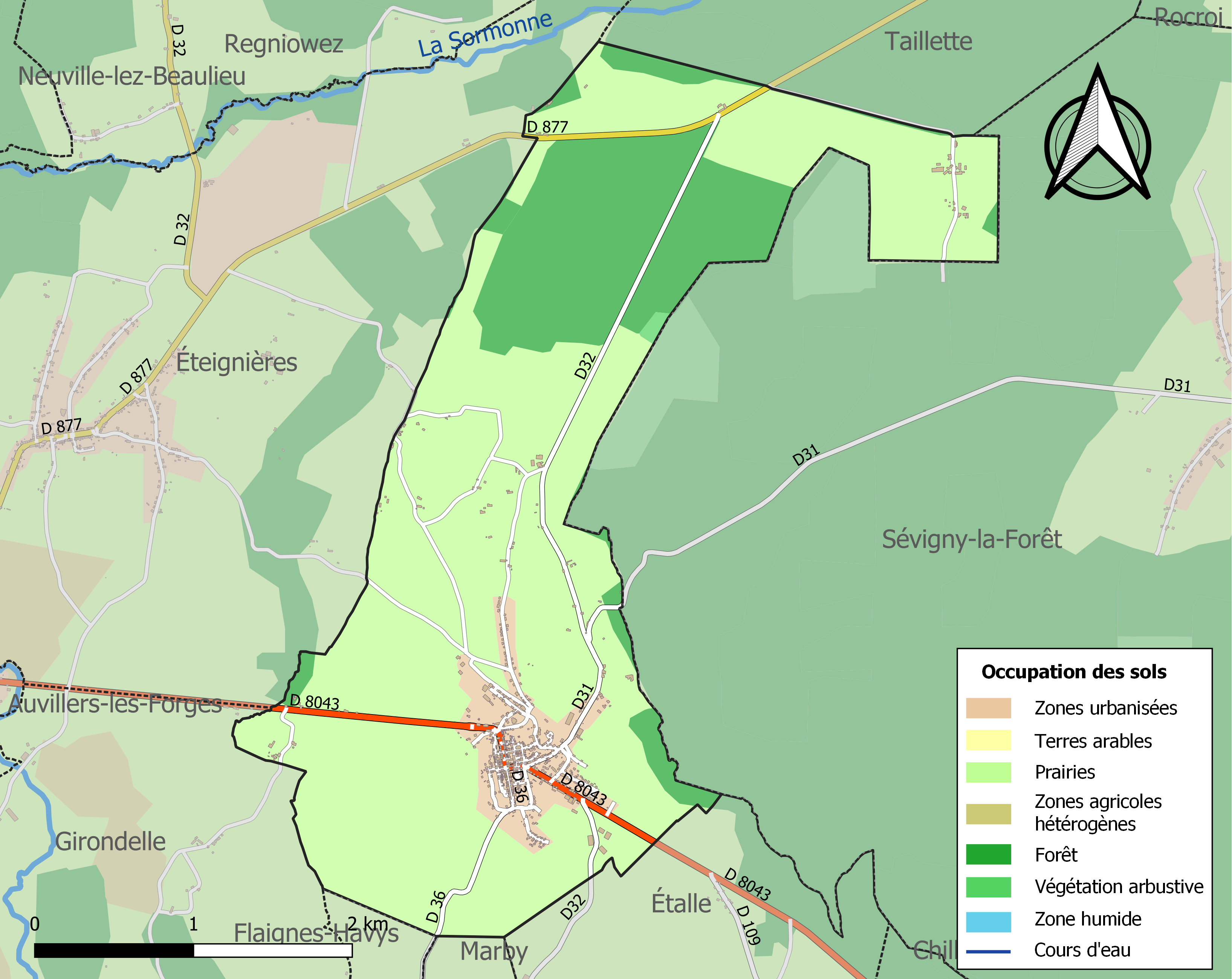

## Demografie
Onderstaande figuur toont het verloop van het inwonertal (bron: INSEE-tellingen).

Vanwege een beveiligingsprobleem met de MediaWiki Graph-software is het momenteel niet mogelijk deze grafiek weer te geven. Zodra de software is bijgewerkt zal de grafiek vanzelf weer zichtbaar worden.

## Afbeeldingen

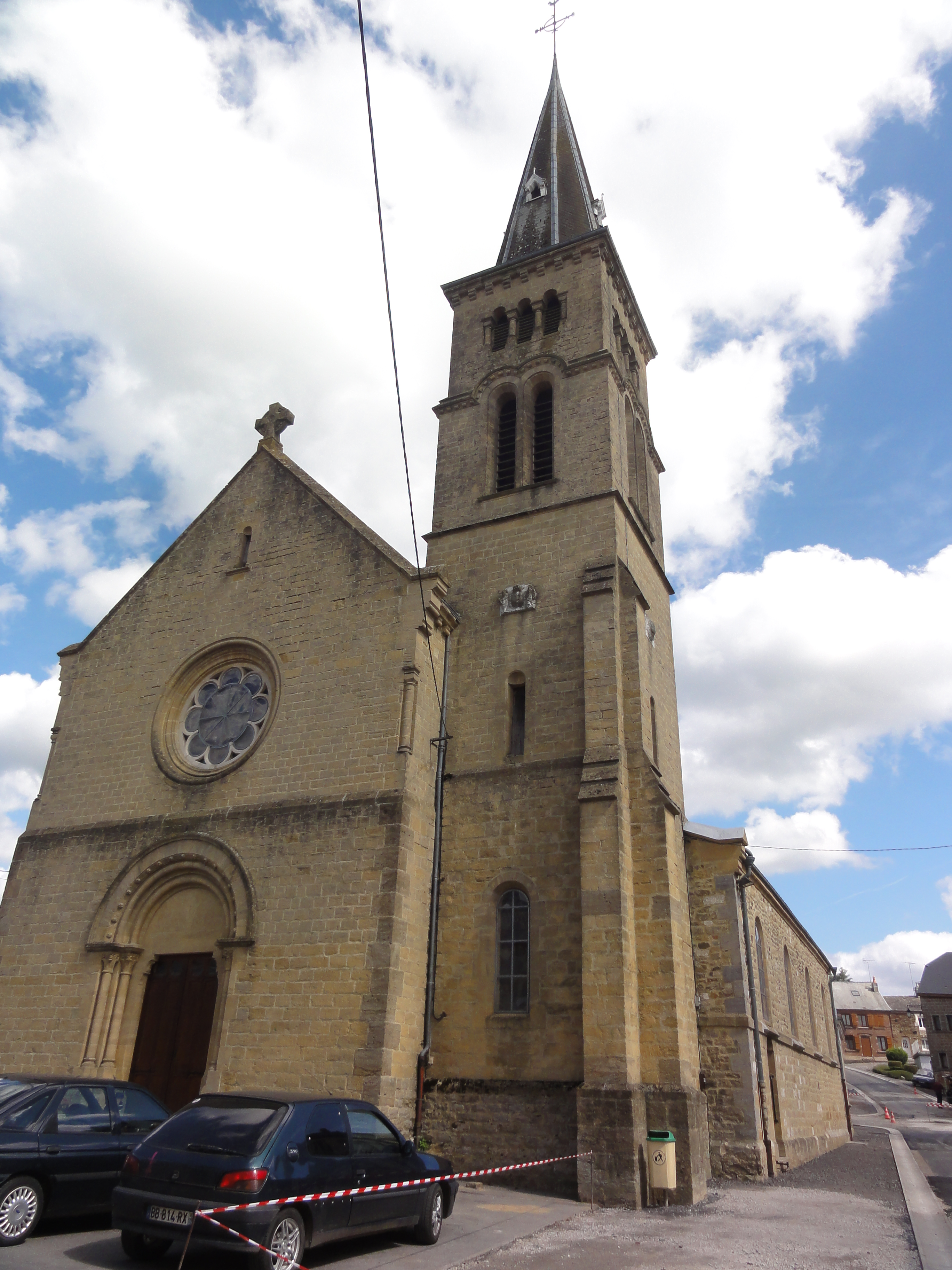
Kerk
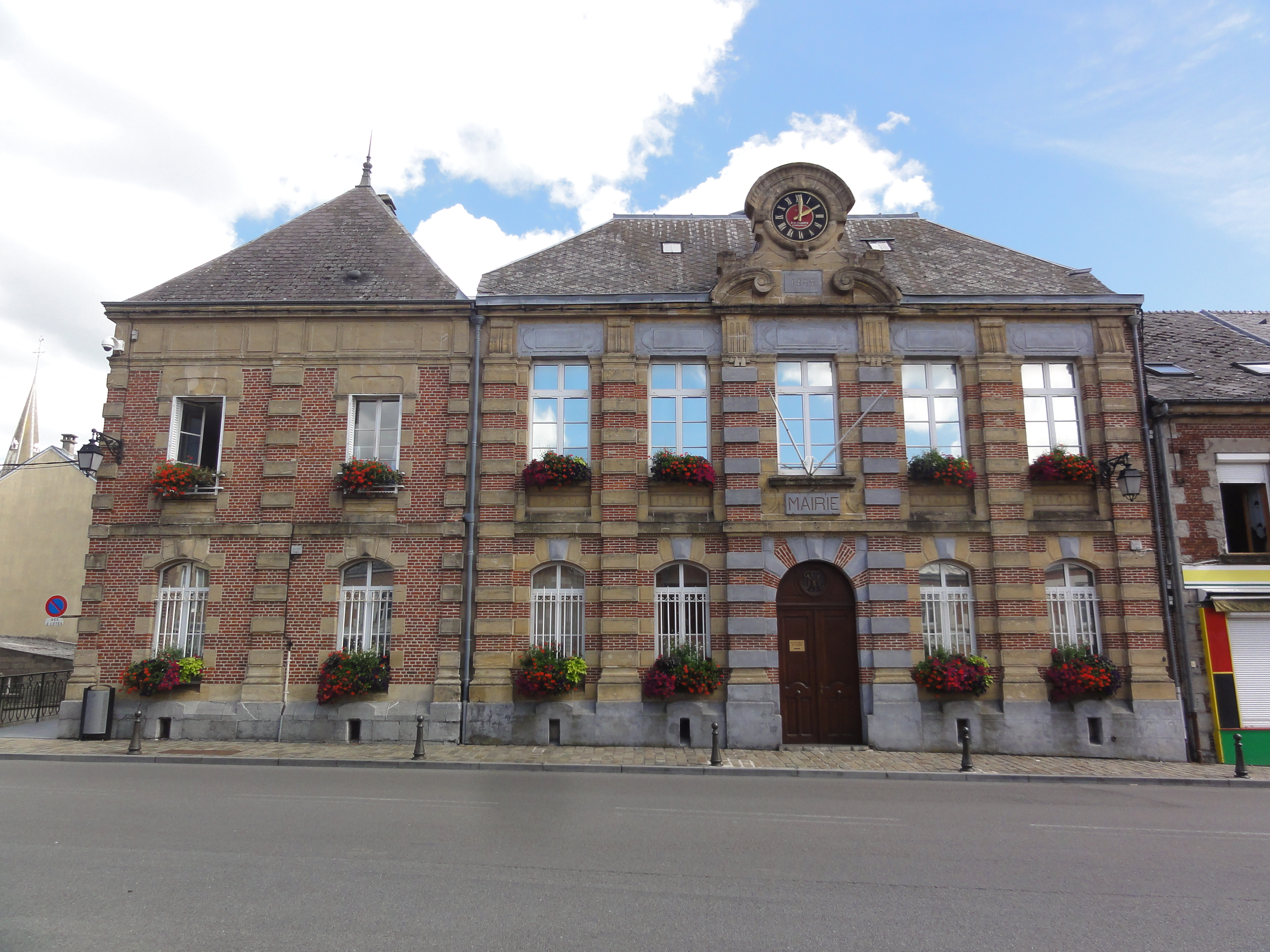
Gemeentehuis
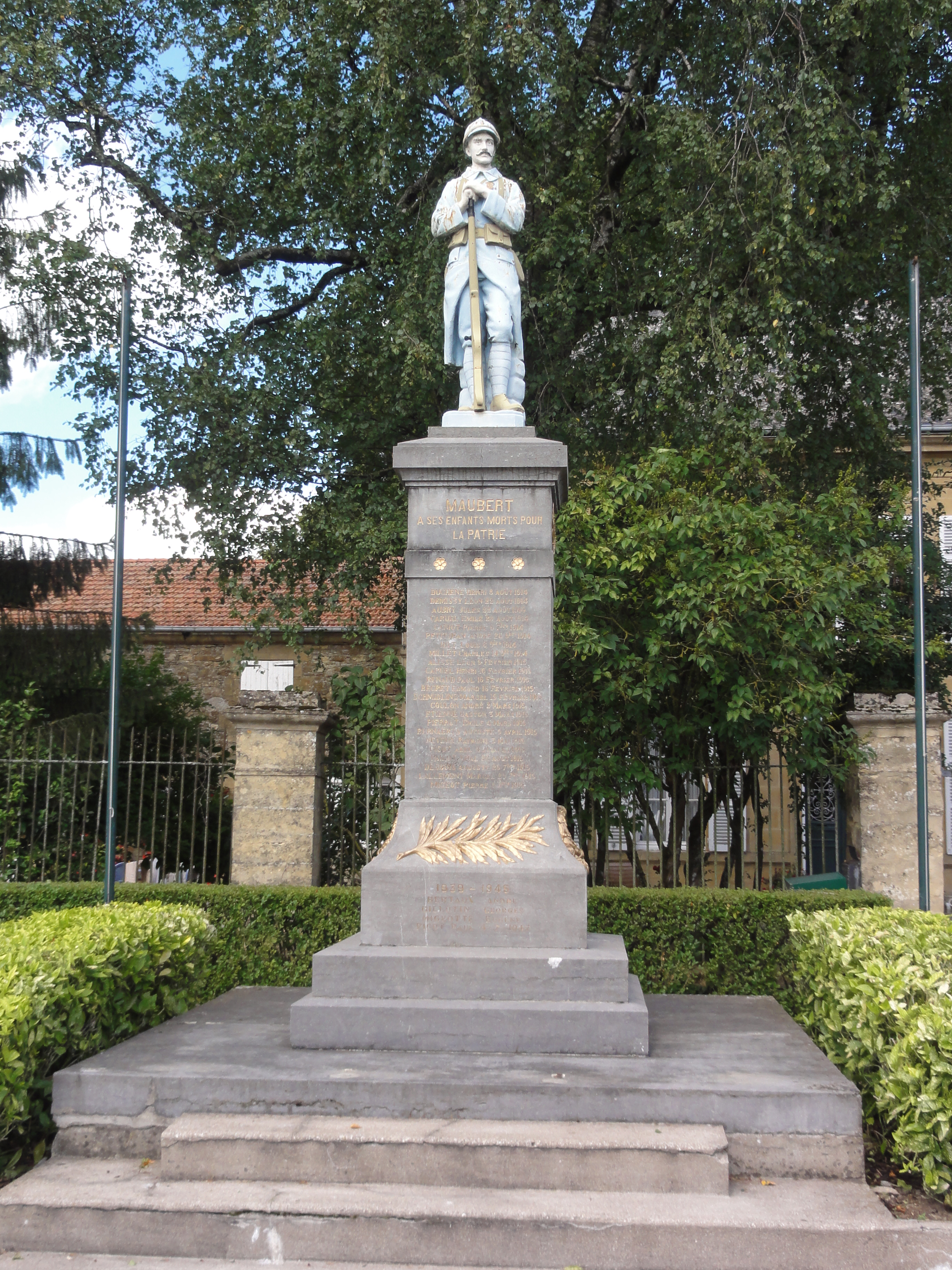
Oorlogsmonument
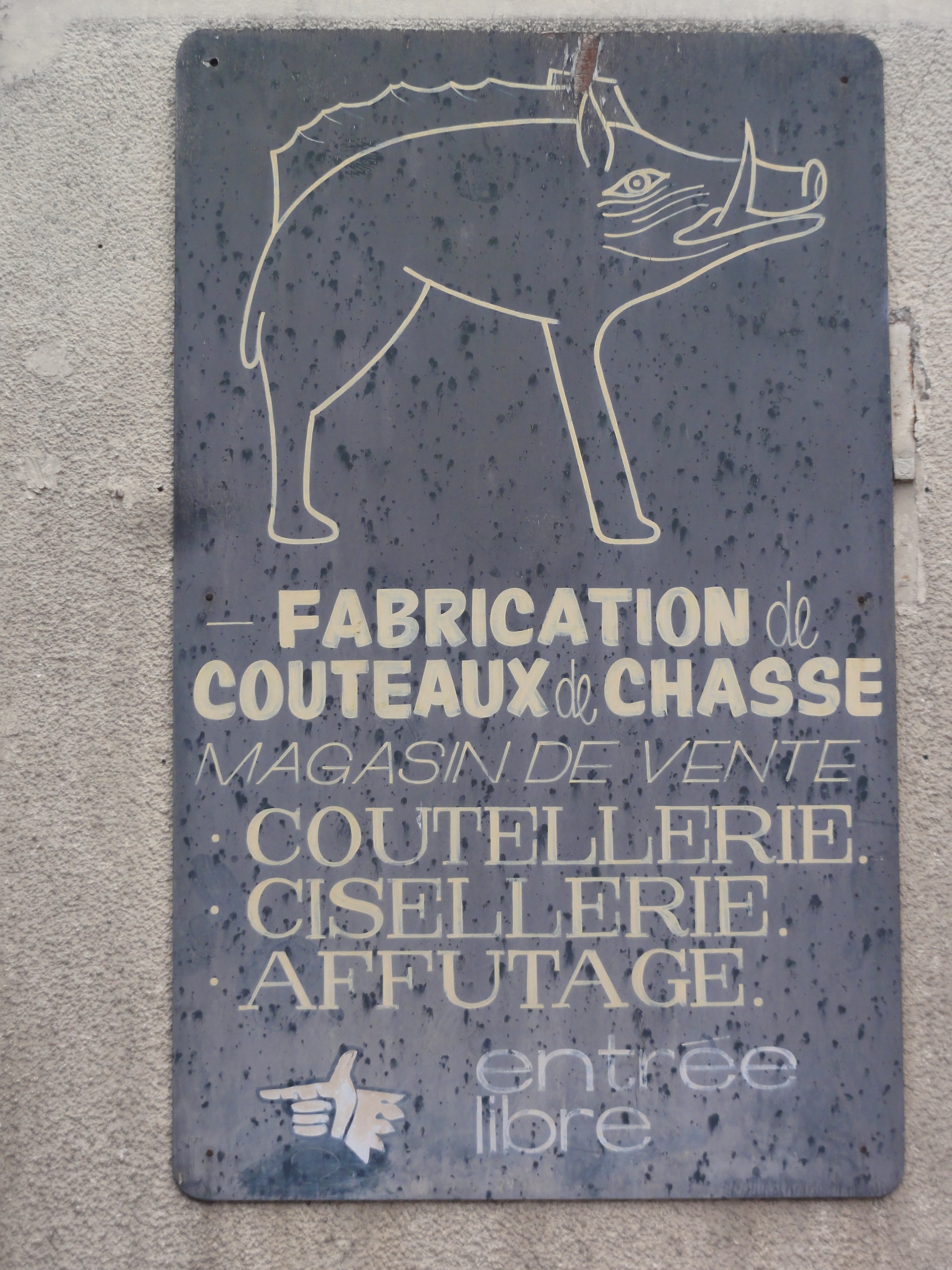
Plaquette atelier van jachtmessen